# Kovács Péter Balázs
Kovács Péter Balázs (Budapest, 1955. augusztus 5. –) magyar képzőművész, festő- és grafikusművész.

## Életpályája
1973-ban érettségizett az Eötvös József Gimnáziumban. 1975-ben nyomdai betűszedő szakmunkás bizonyítványt szerzett. 1976-ban a Fényszöv grafikusa volt. 1977–1983 között az Iparművészeti Főiskola hallgatója volt; Eigel István oktatta. 1978-tól szerepel kiállításokon. 1982–1991 között a Fiatal Képzőművészek Stúdiója tagja volt. 1983-tól szabadúszó képzőművész. 1983-től a Magyar Alkotóművészek Országos Egyesülete tagja. 1987–1989 között a Fiatal Képzőművészek Stúdiójának elnöke volt. 1987–1995 között a Magyar Képző- és Iparművészek Szövetségének tagja volt. 1990–1994 között a Magyar Grafikusművészek Szövetségének alelnöke volt.  1991-től a Magyar Vízfestők Társaságának tagja. 1992-től a MAOE képgrafika választmányi tag. 1992–1995 között másodmagával létrehozta a Kortárs Grafikai Kabinetet. 1993-ban Salzburgban volt ösztöndíjas. 1993–2001 között a Magyar Grafikáért Alapítvány titkára volt. 1994-től a Belvárosi Művészek Társaságának alapító-elnöke. 1995–1999 között a Magyar Papírművészek Társaságának alelnöke volt. 1996-ban Bécsben ösztöndíjas volt. 1997-ben a Nádor Galéria egyik alapítója volt. 

## Családja
1981-ben házasságot kötött Lencsés Ida (1957–) gobelinművésszel. Két fiuk született: Olivér Artúr (1985) és Aurél Baldvin (1988).

## Művei
- Privát matrac (1985)
- Privát szféra (1992)
- Kapuziner (grafikai sorozat, 1995)
- Napvadászok - Snuffbox (1999)
- Titkok (festménysorozat, 2001)

## Kiállításai

### Egyéni
- 1978, 1980, 1984-1986, 1988-1989, 1991, 1993, 1996-1997 Budapest
- 1986 Kecskemét, Mohács, Miskolc
- 1987 Bonyhád, Dunaújváros, Kaposvár
- 1988 Abony, Miskolc, Tatabánya
- 1996 Sopron
- 1998 Veszprém
- 1999 Helsinki

### Válogatott, csoportos
- 1994 Budapest, Szekszárd, Debrecen, Salgótarján, Eger
- 1995 Belgium, Békéscsaba, Budapest, Aggtelek, Losonc, Prága, Hódmezővásárhely, Sopron, Kecskemét, Esztergom
- 1996 Kecskemét, Bologna, Budapest, Szentes, Csurgó, Jósvafő, Berlin, Miskolc, Bécs, Szentendre
- 1997 Szombathely, Pécs, Budapest, Kecskemét, Marcali, Győr, Szekszárd, Rozsnyó, Tata, Salgótarján, Eger, Esztergom
- 1998 Budapest, Miskolc, Dunaszerdahely, Győr, Kaposvár, Kecskemét, Eger, Losonc, Szekszárd, Nyíregyháza, Pozsony
- 1999 Szombathely, Budapest, Békéscsaba, Szekszárd, Kaposvár, Frankfurt, London

## Díjai
- Nemzetközi Ryu-díj (1990)
- Belváros Kultúrájáért Díj (1997)
- Simsay Ildikó-díj (1998)
- MAOE-díj (1999)
- Pro Civibus-díj (2002)
- Munkácsy Mihály-díj (2007)